# Руй Рамос
Руй Рамос (яп. ラモス瑠偉, нар. 9 лютого 1957, Мендіс) — японський футболіст бразильського походження, що грав на позиції півзахисника. 
Виступав за клуби «Верді Кавасакі» та «Кіото Санга», а також національну збірну Японії, у складі якої є чемпіоном Азії. Дворазовий футболіст року в Японії та найкращий бомбардир чемпіонату Японії.
По завершенні ігрової кар'єри — футбольний тренер. Наразі очолює тренерський штаб команди «Ґіфу».

## Клубна кар'єра
Рамос став одним з перших легіонерів в японському футболі, коли 1977 року у віці 20 років підписав контракт з клубом «Йоміурі» (пізніше — «Верді Кавасакі», зараз — «Токіо Верді»). В команді провів дев'ятнадцять сезонів, взявши участь у 302 матчах чемпіонату. За цей час сім разів виграв чемпіонат Японії, шість Кубків Джей-ліги, чотири Кубків Імператора і три суперкубка Японії. Крім того у сезоні 1987 року клуб виграв Азійський кубок чемпіонів.
Протягом 1996—1997 років захищав кольори клубу «Кіото Санга».
Завершив професійну ігрову кар'єру у клубі «Верді Кавасакі», куди повернувся 1997 року і захищав її кольори до припинення виступів на професійному рівні в кінці 1998 року.

## Виступи за збірну
1989 року Руй Рамос отримав японське громадянство і дебютував в офіційних матчах у складі національної збірної Японії.
У складі збірної був учасником кубка Азії з футболу 1992 року в Японії, здобувши того року титул переможця турніру, розіграшу Кубка конфедерацій 1995 року у Саудівській Аравії.
Всього протягом кар'єри у національній команді, яка тривала 7 років, провів у формі головної команди країни 32 матчі, забивши 1 гол.

## Кар'єра тренера
Розпочав тренерську кар'єру 2005 року, очоливши збірну Японії з пляжного футболу і зайняв з командою четверте місце на чемпіонаті світу 2005 року в Бразилії.
2006 року очолив клуб «Токіо Верді», який за підсумками другого сезону зміг вивести у вищий дивізіон, після чого став виконавчим директором клубу.
2009 року вдруге очолив збірну Японії з пляжного футболу і виграв два чемпіонати Азії (2009 і 2011 року).
З 2014 року очолює тренерський штаб команди «Ґіфу», що виступав у другому дивізіоні Джей-ліги.

## Статистика виступів

### Статистика клубних виступів
| Сезон   | Команда                    | Чемпіонат | Чемпіонат | Чемпіонат | Національний кубок | Національний кубок | Національний кубок | Усього | Усього |
| Сезон   | Команда                    | Ліга      | Ігор      | Голів     | Ліга               | Ігор               | Голів              | Ігор   | Голів  |
| ------- | -------------------------- | --------- | --------- | --------- | ------------------ | ------------------ | ------------------ | ------ | ------ |
| 1977    | «Йоміурі»                  | ЯФЛ2      | 4         | 5         | КЛ+КІ              | 0+2                | 0+1                | 6      | 6      |
| 1978    | «Йоміурі»                  | ЯФЛ1      | 0         | 0         | КЛ+КІ              | 0+0                | 0+0                | 0      | 0      |
| 1979    | «Йоміурі»                  | ЯФЛ1      | 15        | 14        | КЛ+КІ              | 4+0                | 4+0                | 19     | 18     |
| 1980    | «Йоміурі»                  | ЯФЛ1      | 15        | 7         | КЛ+КІ              | 2+2                | 1+1                | 19     | 9      |
| 1981    | «Йоміурі»                  | ЯФЛ1      | 9         | 1         | КЛ+КІ              | 1+0                | 0+0                | 10     | 1      |
| 1982    | «Йоміурі»                  | ЯФЛ1      | 13        | 1         | КЛ+КІ              | 1+3                | 0+1                | 17     | 2      |
| 1983    | «Йоміурі»                  | ЯФЛ1      | 14        | 10        | КЛ+КІ              | 0+3                | 0+1                | 17     | 11     |
| 1984    | «Йоміурі»                  | ЯФЛ1      | 16        | 9         | КЛ+КІ              | 2+0                | 2+0                | 18     | 11     |
| 1985-86 | «Йоміурі»                  | ЯФЛ1      | 18        | 7         | КЛ+КІ              | 4+2                | 0+1                | 24     | 8      |
| 1986-97 | «Йоміурі»                  | ЯФЛ1      | 15        | 4         | КЛ+КІ              | 0+5                | 0+1                | 20     | 5      |
| 1987-88 | «Йоміурі»                  | ЯФЛ1      | 17        | 4         | КЛ+КІ              | 0+5                | 0+1                | 23     | 6      |
| 1988-89 | «Йоміурі»                  | ЯФЛ1      | 17        | 3         | КЛ+КІ              | 3+2                | 3+1                | 23     | 6      |
| 1989-90 | «Йоміурі»                  | ЯФЛ1      | 22        | 5         | КЛ+КІ              | 3+3                | 3+0                | 28     | 8      |
| 1990-91 | «Йоміурі»                  | ЯФЛ1      | 21        | 2         | КЛ+КІ              | 2+0                | 2+0                | 25     | 2      |
| 1991-92 | «Йоміурі»                  | ЯФЛ1      | 18        | 2         | КЛ+КІ              | 5+0                | 5+0                | 28     | 2      |
|         | Усього за «Йоміурі»        |           | 214       | 74        |                    |                    |                    |        |        |
| 1992    | «Верді Кавасакі»           | -         | -         | -         | КЛ+КІ              | 8+1                | 4+1                | 12     | 2      |
| 1993    | «Верді Кавасакі»           | ДжЛ1      | 30        | 4         | КЛ+КІ              | 1+0                | 1+0                | 32     | 4      |
| 1994    | «Верді Кавасакі»           | ДжЛ1      | 26        | 3         | КЛ+КІ              | 3+0                | 0+0                | 29     | 3      |
| 1995    | «Верді Кавасакі»           | ДжЛ1      | 23        | 2         | КІ                 | 0                  | 0                  | 23     | 2      |
| 1996    | «Верді Кавасакі»           | ДжЛ1      | 9         | 0         | КЛ+КІ              | 0+0                | 0+0                | 9      | 0      |
|         | Усього за «Верді Кавасакі» |           | 88        | 9         |                    |                    |                    |        |        |
| 1996    | «Кіото Санга»              | ДжЛ1      | 10        | 0         | КЛ+КІ              | 9+2                | 0+2                | 21     | 2      |
| 1997    | «Кіото Санга»              | ДжЛ1      | 10        | 0         | КЛ+КІ              | 2+0                | 0+0                | 12     | 0      |
|         | Усього за «Кіото Санга»    |           | 20        | 0         |                    |                    |                    |        |        |
| 1997    | «Верді Кавасакі»           | ДжЛ1      | 10        | 0         | КЛ+КІ              | 0+2                | 0+0                | 12     | 0      |
| 1998    | «Верді Кавасакі»           | ДжЛ1      | 29        | 0         | КЛ+КІ              | 1+0                | 0+0                | 30     | 0      |
|         | Усього за «Верді Кавасакі» |           | 39        | 0         |                    |                    |                    |        |        |

### Статистика виступів у національній збірній
| Збірна Японії | Збірна Японії | Збірна Японії |
| Роки          | Ігри          | голи          |
| ------------- | ------------- | ------------- |
| 1990          | 3             | 0             |
| 1991          | 2             | 0             |
| 1992          | 10            | 0             |
| 1993          | 14            | 1             |
| 1994          | 0             | 0             |
| 1995          | 3             | 0             |
| Усього        | 32            | 1             |

## Досягнення

### Командні
- Чемпіон Японії (7): 1983, 1984, 1986-87, 1990-91, 1991-92, 1993, 1994
- Володар Кубка Імператора (4): 1984, 1986, 1987, 1996
- Володар Кубка японської ліги (6): 1979, 1985, 1991, 1992, 1993, 1994
- Володар Суперкубка Японії (3): 1984, 1994, 1995
- Володар Кубка азійських чемпіонів: 1987

### Збірна
- Володар Кубка Азії: 1992

### Індивідуальні
- Найкращий бомбардир чемпіонату Японії (2): 1979 (14 голів), 1983 (10 голів)
- Футболіст року в Японії (2): 1990, 1991
- Включений до символічної збірної чемпіонату Японії (2): 1993, 1994